# 荔枝公园
荔枝公园是地处中国广东省深圳市福田区的一所市政公园，总面积为28公顷。于1982年在原地原有589株荔枝和低洼稻田基础上改建成园，主要景点为荔香阁、荔湖、揽月桥等。

## 位置
荔枝公园位于深圳市福田区红岭中路1001号，由东面的红岭路、南面的深南中路、西面的同心路、北面的红荔路夹构而成，紧邻深圳博物馆、深圳少年儿童图书馆、深圳市青少年活动中心。

## 历史
荔枝公园得名源于1983年市规划局根据园内有589株荔枝树，并将它们作为公园的主景树，因而将原名新湖公园改名为荔枝公园。
公园内种植有荔枝树，2014年6月份曾发生荔枝成熟时市民攀爬采摘事件，后被公园保安人员阻止。园方表示园内荔枝成熟后会进行统一采摘并送到福利院和养老院给孩子和老人们吃，且攀爬可能会导致危险意外发生，因此希望市民不要贸然采摘。

## 图册

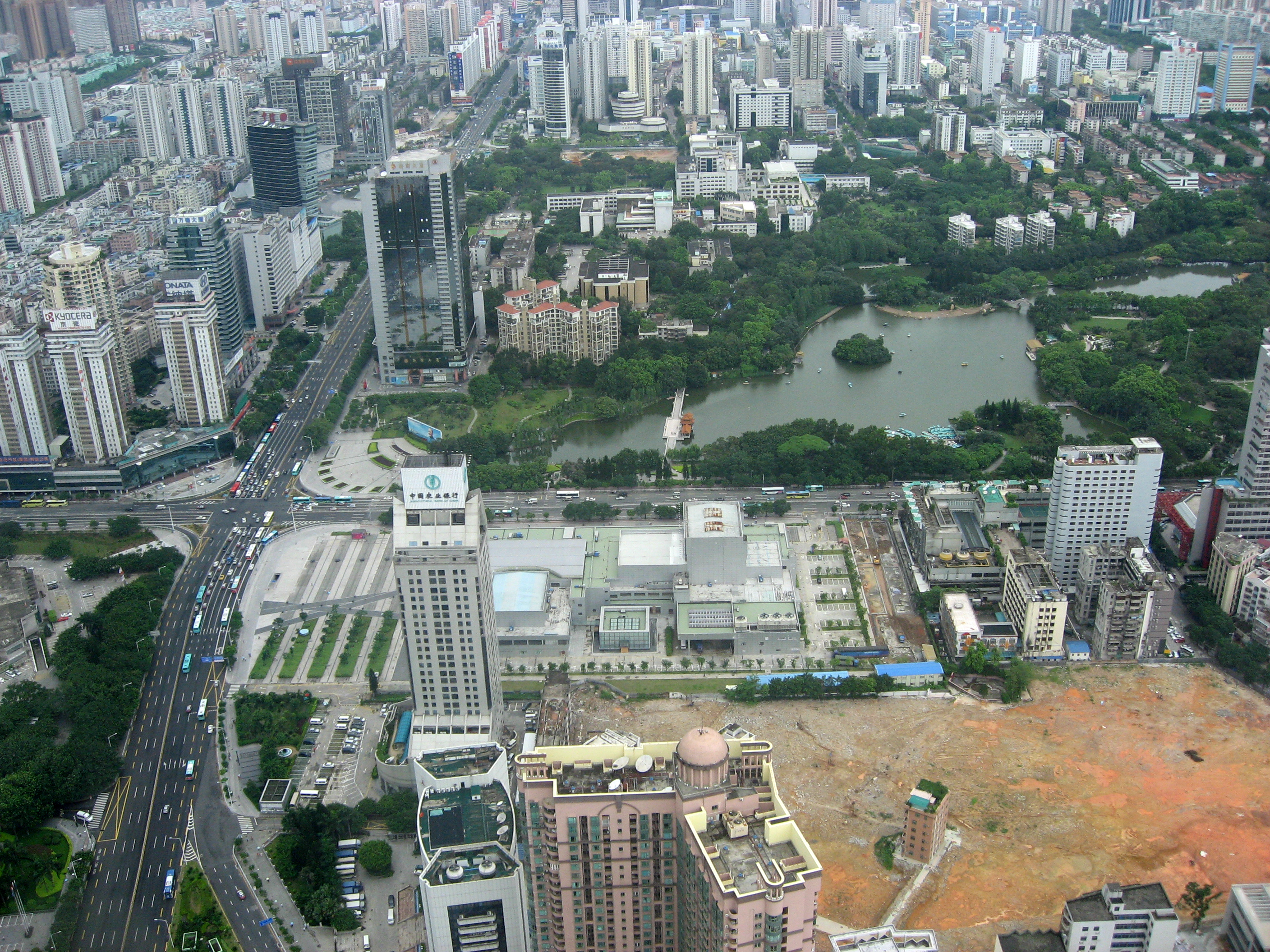
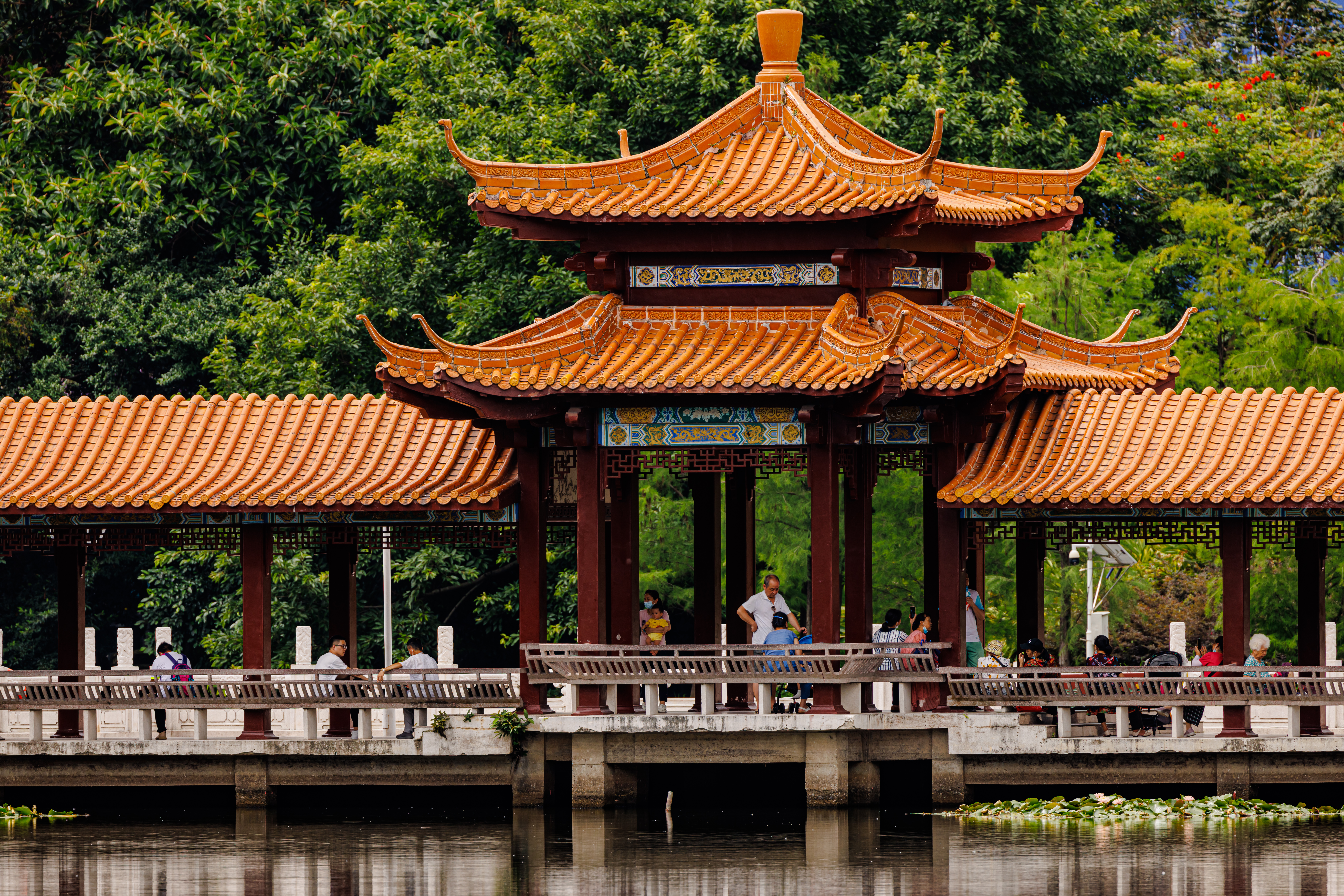
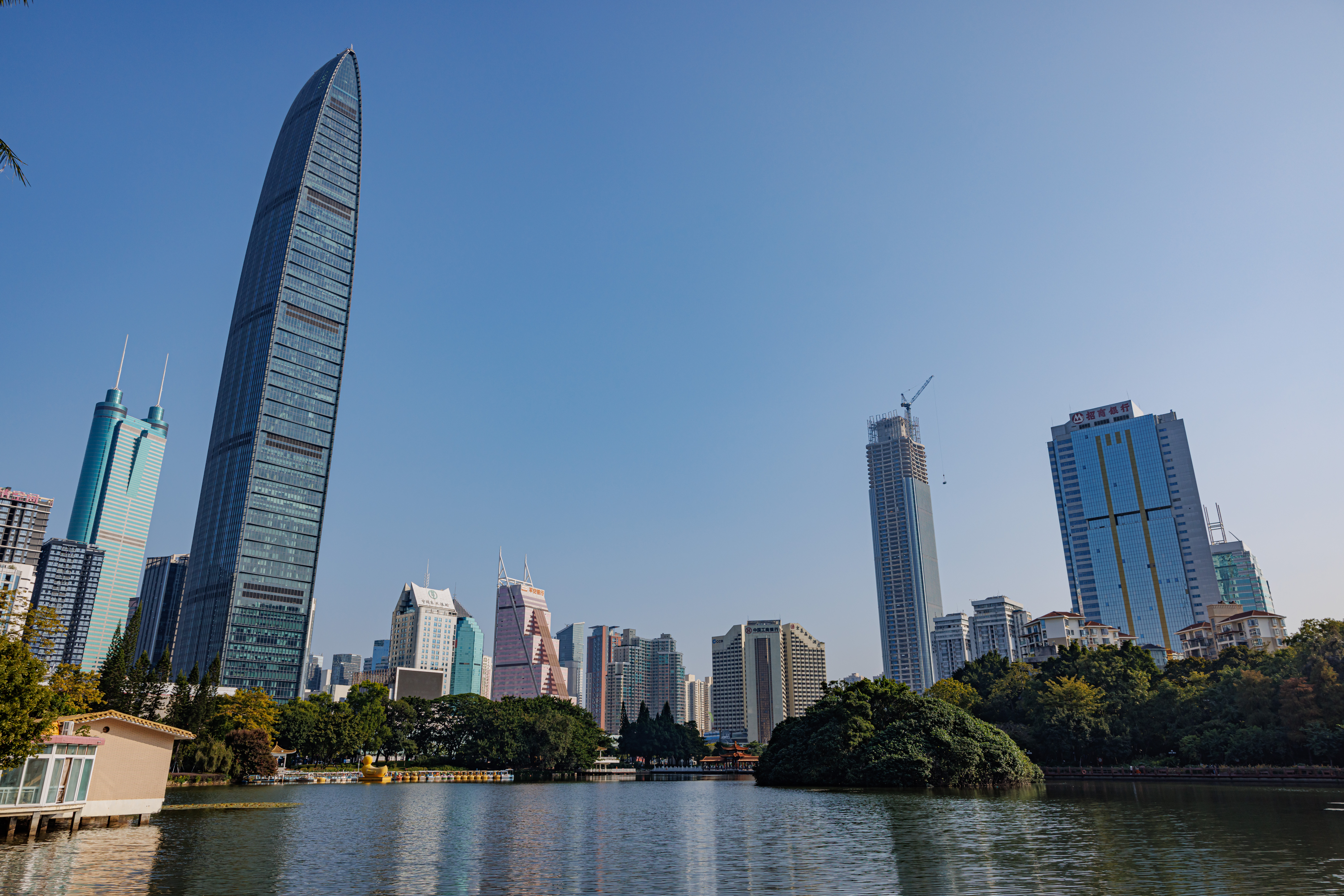
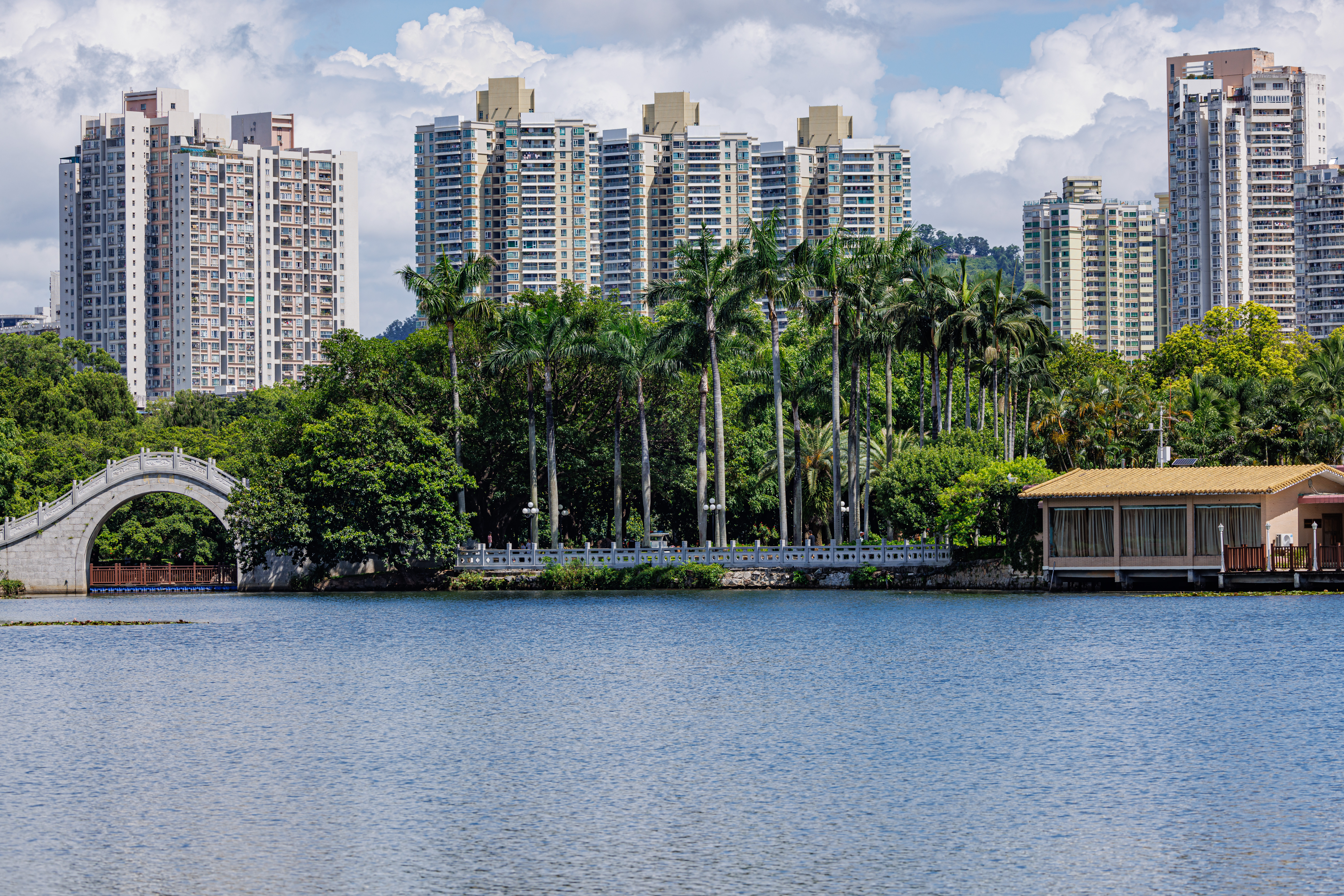
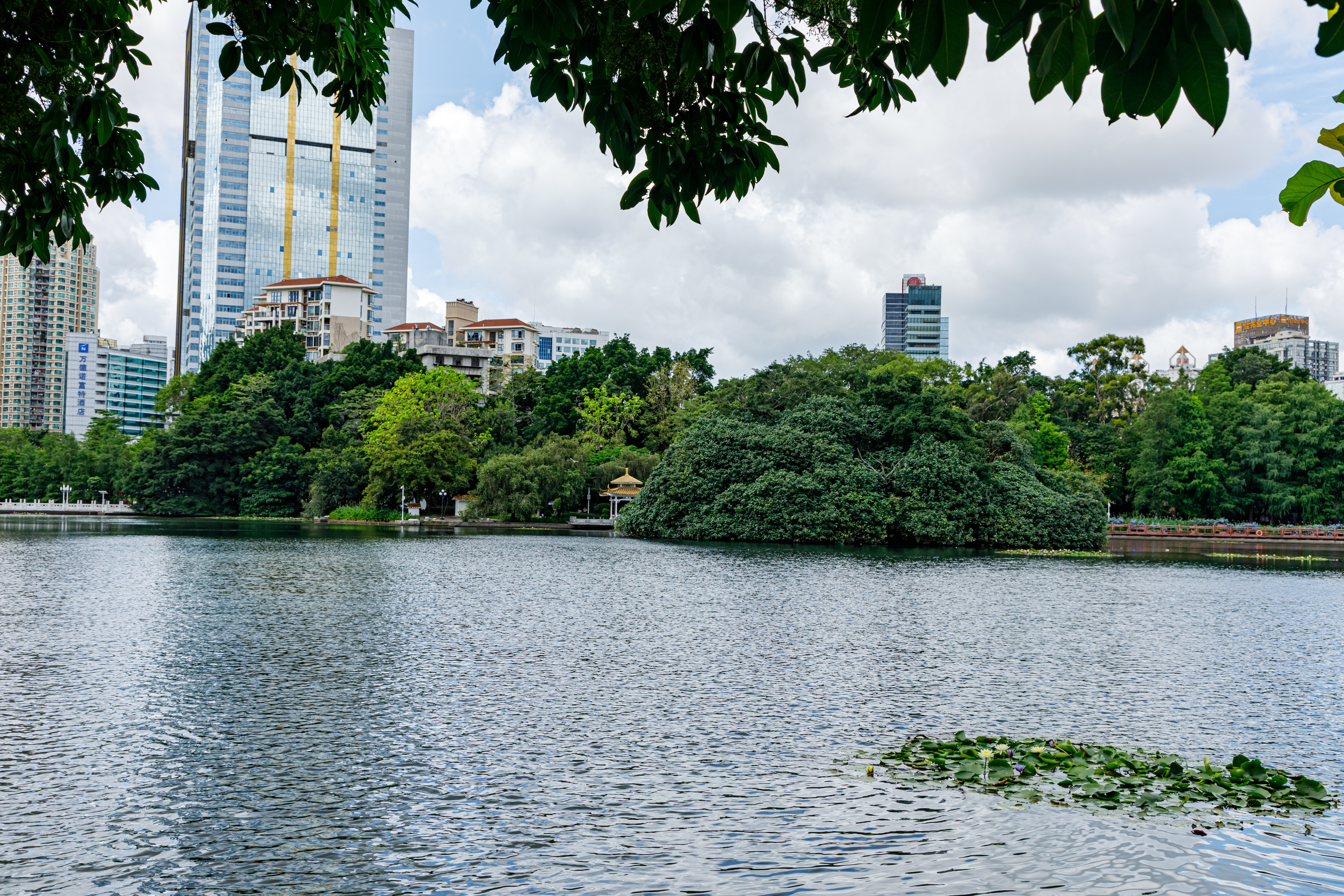
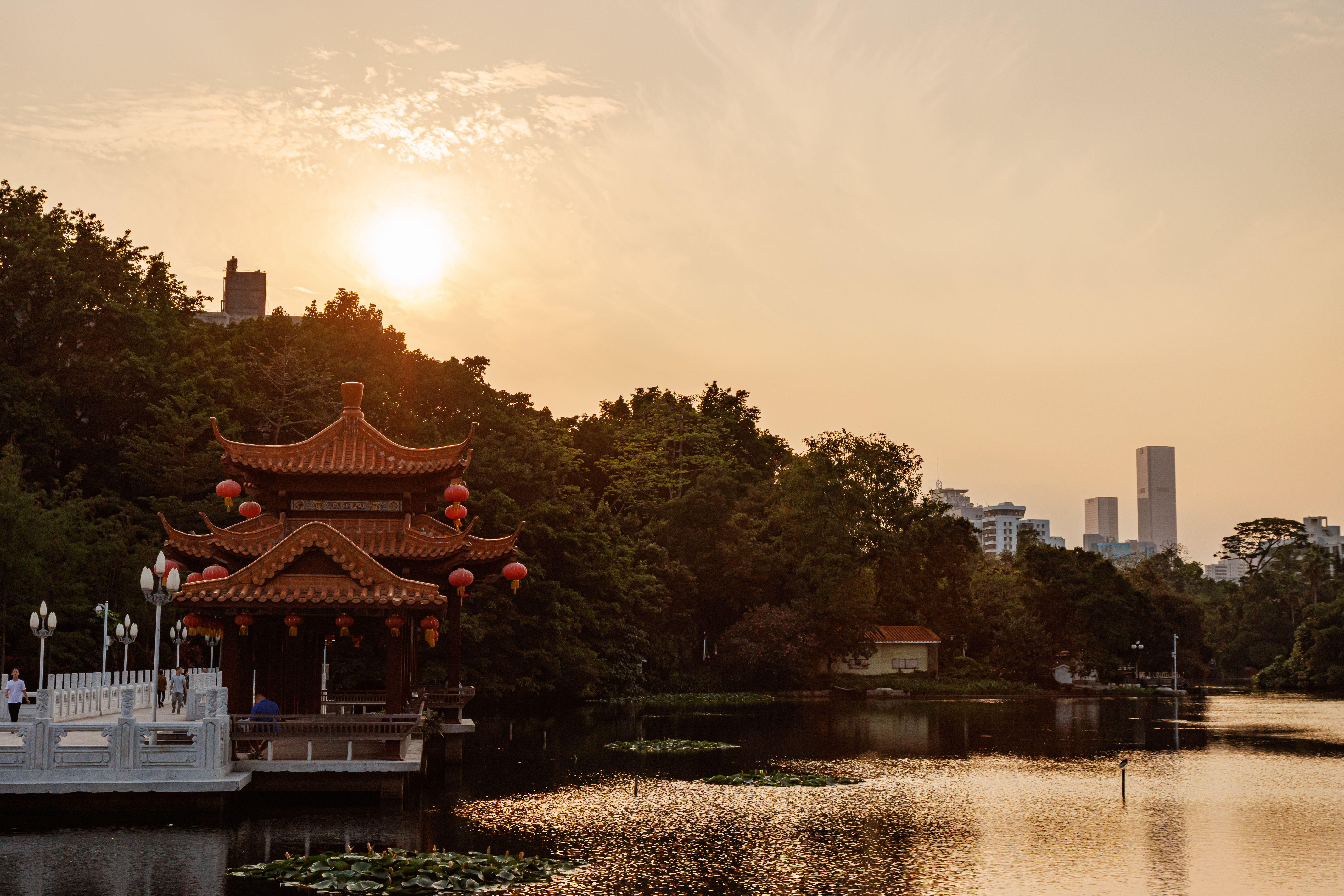
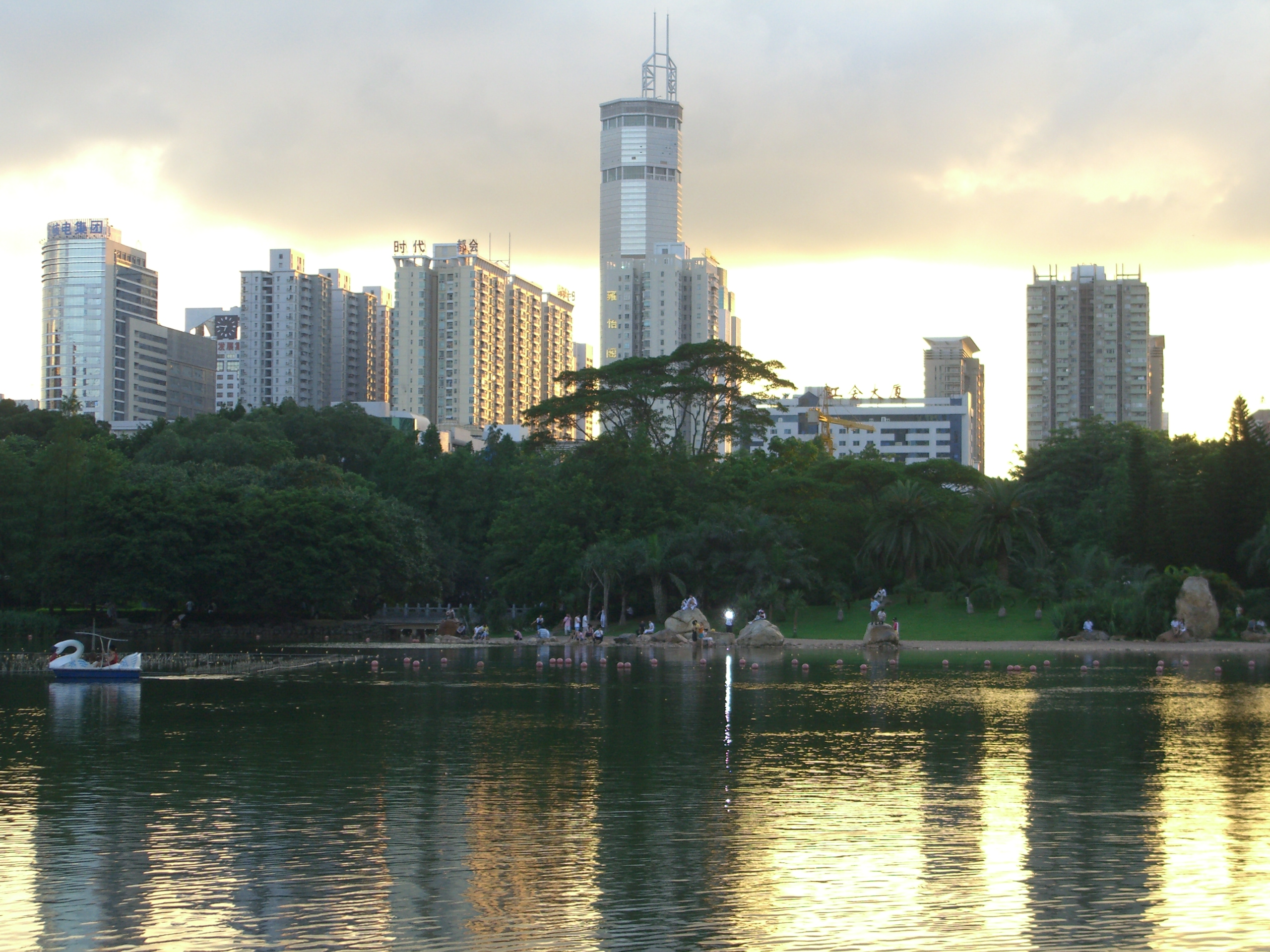
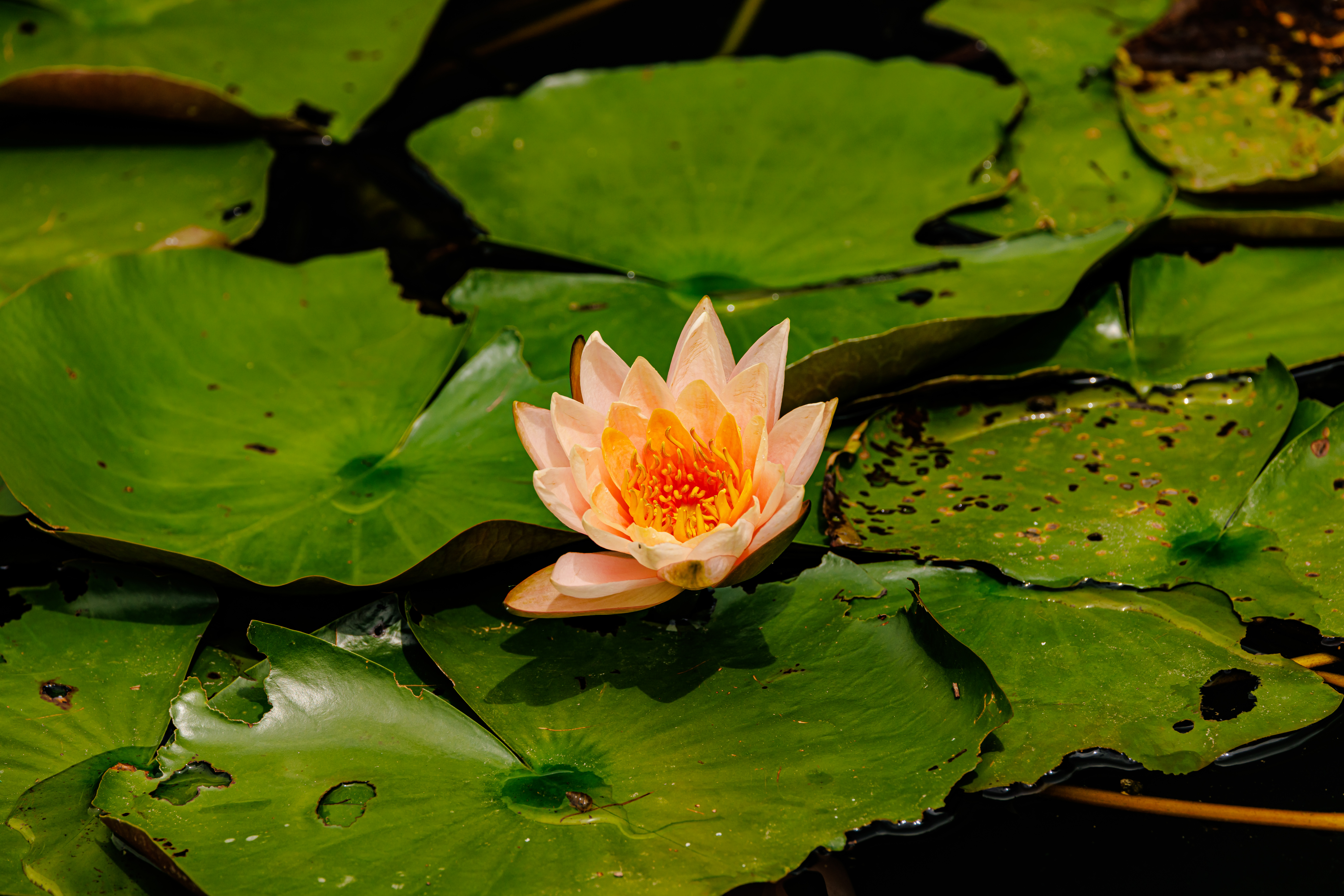
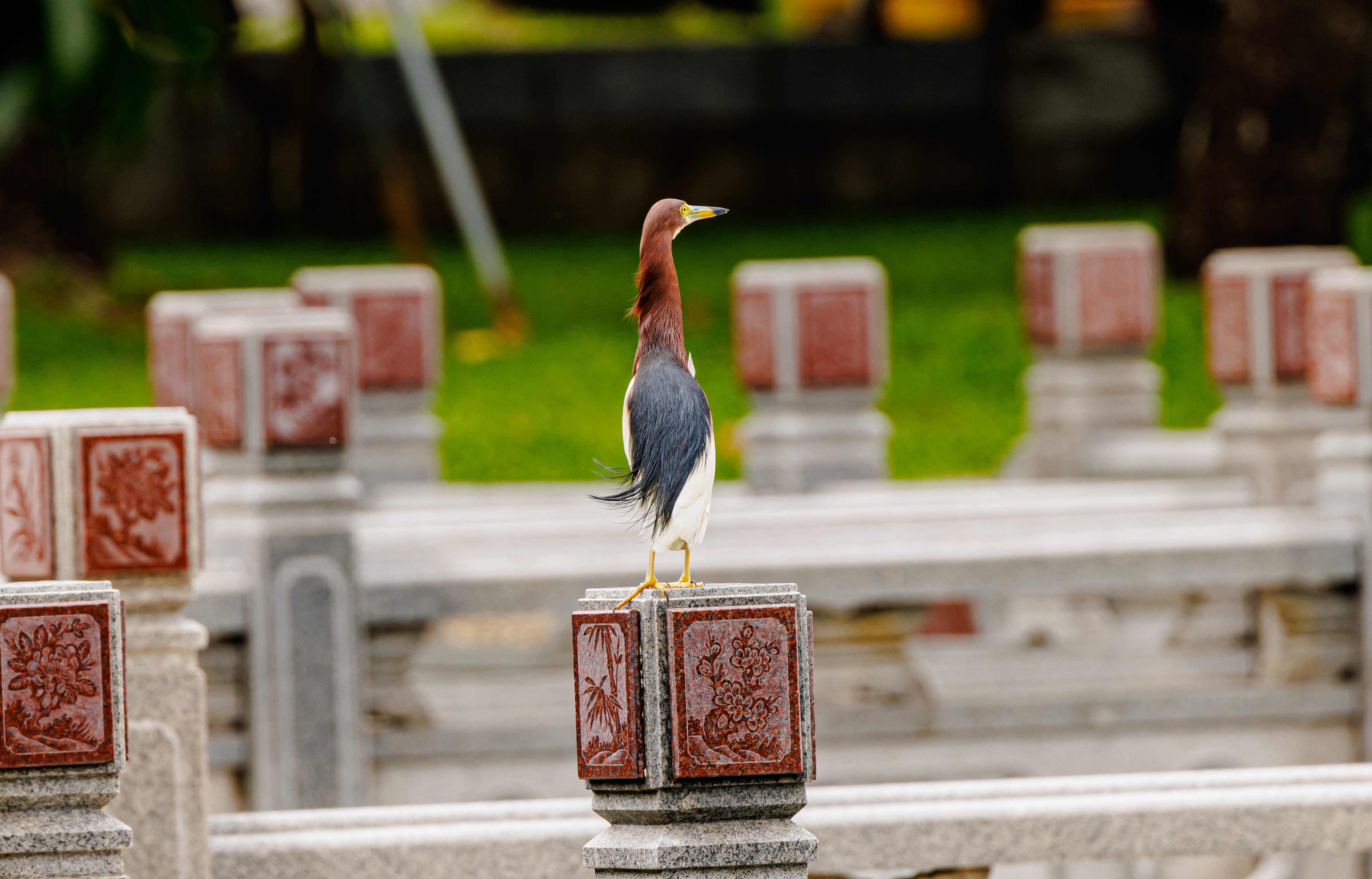